# M30 (球狀星團)
M30（也稱為NGC 7099）是位於南天摩羯座的一個球狀星團。它是法國天文學家梅西耶在1764年發現的，但他將它描述為一個沒有恆星的圓形星雲。在1880年代編輯的NGC天體表則將它描述為"顯著的球形，明亮、巨大，略呈橢圓"。這個星團使用10×50的雙筒望遠鏡就很容易看見，像是一個朦朧的光斑，直徑大約4角秒寬，沿東西方向的軸稍長些。使用口徑更大的天文望遠鏡，可以解析出單顆的恆星，星團的範圍擴大到12角秒，緻密的核心大約是1角秒。最適合觀賞的時間是每年的8月。
M30與地球的距離大約是27,100光年，直徑大約93光年。估計它的年齡是129.3億年，質量約是太陽的160,000倍。這個星團的軌道穿過內銀暈，並且是逆行的，這表明它是來自衛星星系，而不是在銀河系內形成。它目前與銀河中心的距離大約是22.2 kly（6.8 kpc），與太陽的距離估計是26 kly（8.0 kpc）。
M30這個集團已經經歷過核心崩潰的動態過程，現在集中在核心的質量大約是每立方秒差距100萬太陽質量；這使它成為銀河系中密度最高的區域之一。如此接近的恆星距離，使得這些恆星不僅有很高的比例是聯星系，而且彼此間會因為質量的轉換而形成藍掉隊星。大規模的分異過程可能導致中心區域獲得大比例的大質量恆星，從而產生顏色梯度，使星團中心的藍色調增強。

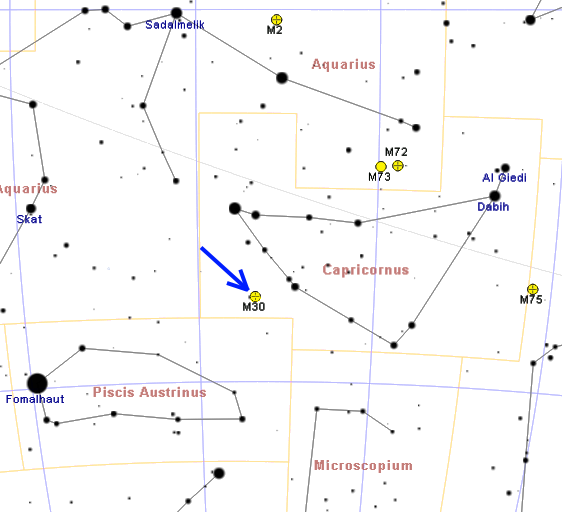
顯示M30位置的星圖。

## 外部連結
- Globular Cluster M30 @ SEDS Messier pages （页面存档备份，存于）
- Messier 30, Galactic Globular Clusters Database page （页面存档备份，存于）
- Gray, Meghan. . Deep Sky Videos. Brady Haran.   [2018-10-17]. （原始内容存档于2020-07-02）.
- WikiSky上关于M30 (球狀星團)的内容：DSS2, SDSS, GALEX, IRAS, 氢α, X射线, 天文照片, 天图, 文章和图片